# Gran falconiere di Francia

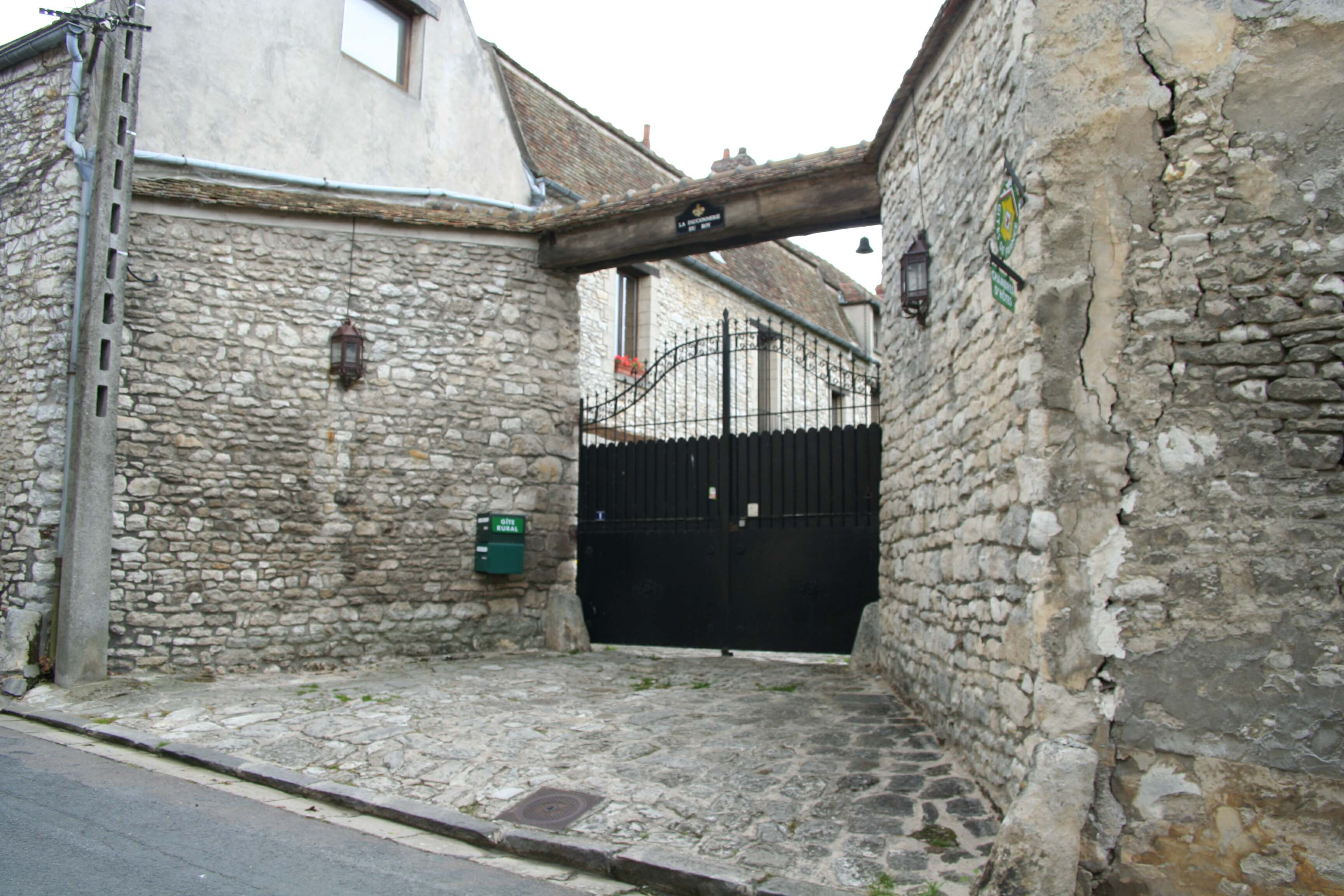
La Fauconnerie du roi a Montainville (Yvelines)

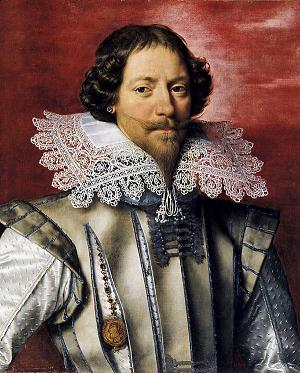
Charles d'Albert, nominato gran falconiere nel 1616.

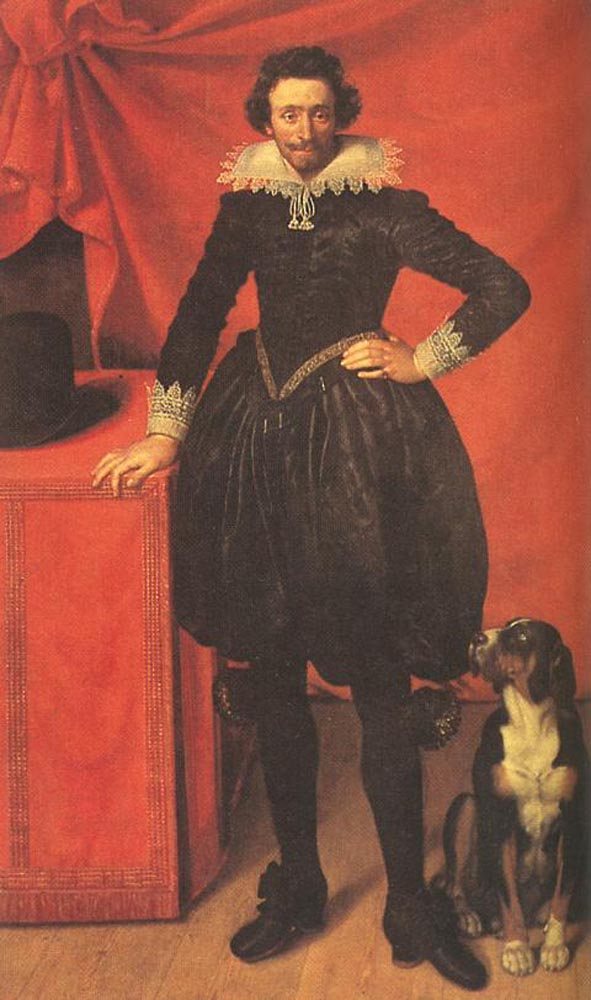
Claudio di Guisa, gran falconiere dal 1622.

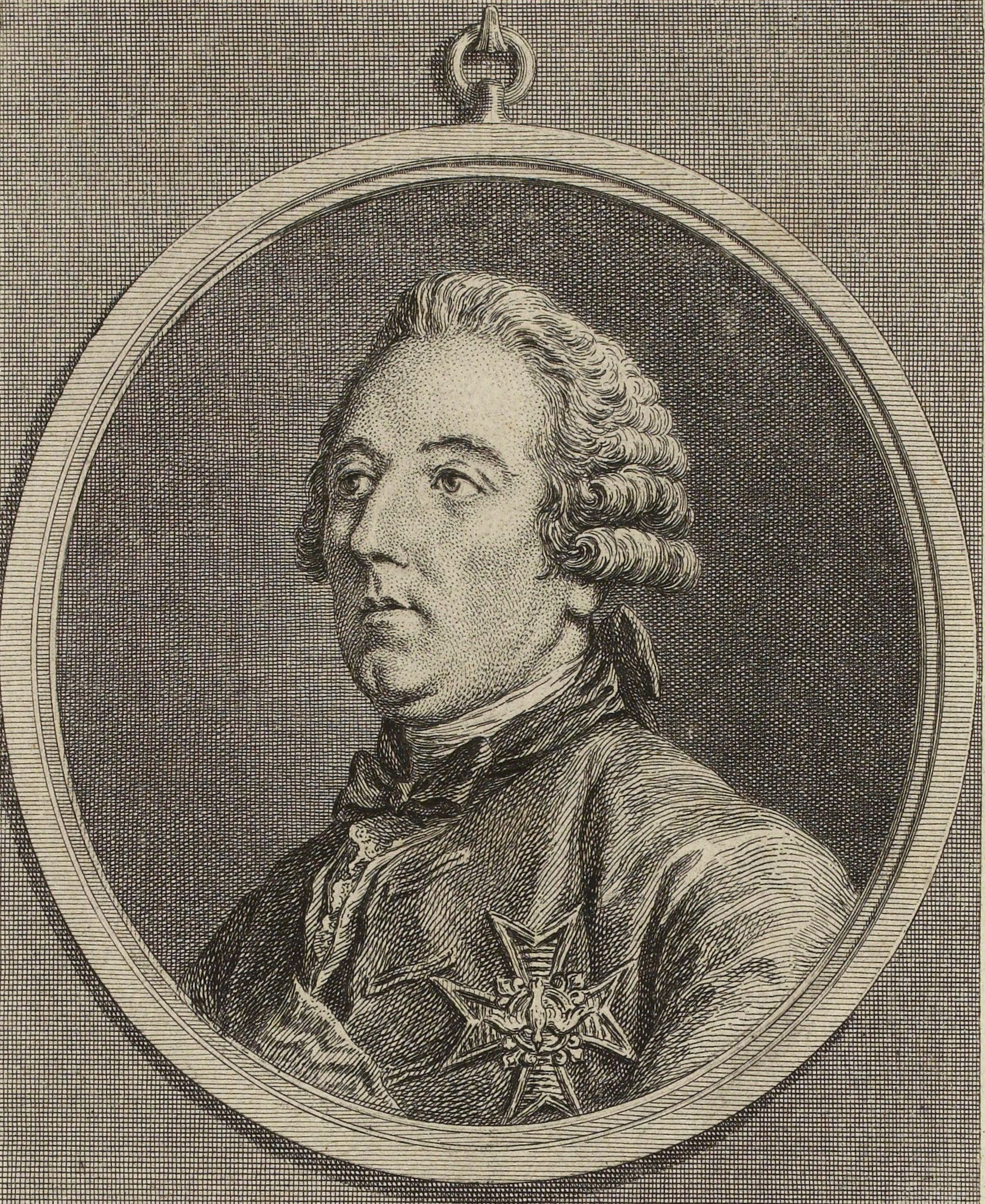
Il Duca della Vallière, uno degli ultimi a ricoprire la carica.

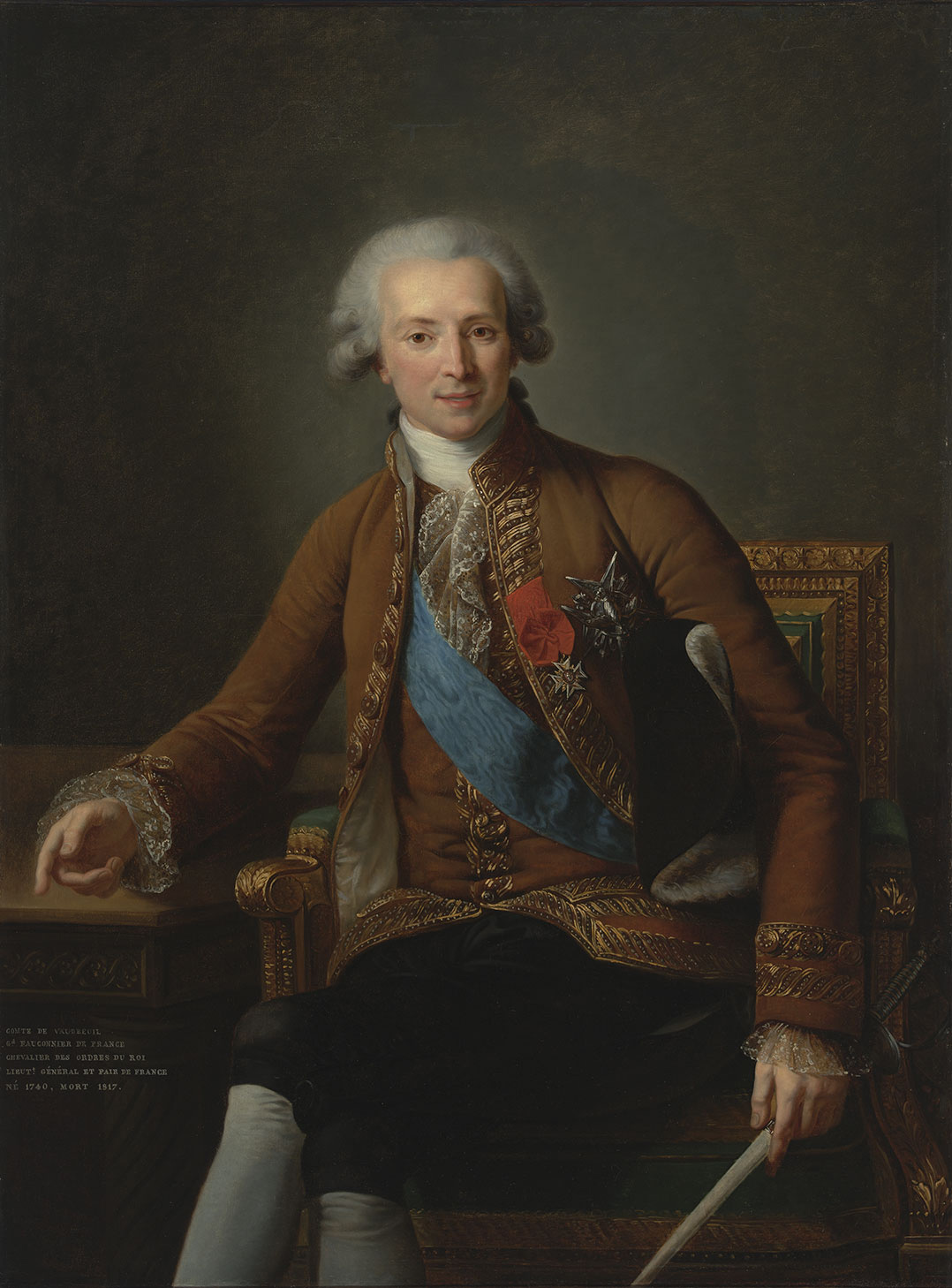
Joseph-Hyacinthe de Rigaud, ultimo Gran falconiere di Francia, in carica sino al 1791.

Il Gran falconiere di Francia (fr.: Grand fauconnier de France), nell'Ancien Régime, era uno dei Grandi uffici della Corona di Francia. Il falconiere era incaricato di gestire la falconeria del re di Francia e di organizzare le battute di caccia col falcone. L'istituzione, iniziata nel XIII secolo, è perdurata fino alla scoppio della Rivoluzione francese, che ne decretò l'abolizione.

## Storia
La carica venne introdotta nel 1205, col la titolatura originaria di "Maestro falconiere" (fr. Maitre-fauconnier), mentre il titolo di Gran falconiere inizia a essere conferito dal 1406.
Oltre all'organizzazione delle battute di caccia col falcone del Re, il Gran falconiere si occupava anche dell'approvvigionamento dei volatili da destinare alla falconeria, i cui esemplari potevano raggiungere prezzi elevati: il 9 marzo 1455, alcuni mercanti di uccelli davano quietanza, al nobiluomo Georges de La Chastre, scudiero e Gran falconiere di Francia, per l'acquisto di «sei esemplari di uccelli per il re, vale a dire, quattro faucouns mues per ottanta scudi d'oro, un faucon for per dieci scudi d'oro e un lanario per la caccia alle cornacchie per dieci scudi d'oro, che fanno in tutto cento scudi d'oro nuovo».
Nel 1471, la pensione del gran falconiere Olivier Salat era regolata dall'esattore (receveur) della circoscrizione di Montivilliers (Seine-Maritime). Di famiglia brabantina specializzata nell'addestramento dei falconi al servizio dei duchi di Borgogna, Olivier Salaert de Doncker divenne falconiere di Luigi XI quando questi era ancora delfino di Francia. Sarà confermato nelle sue funzioni da Carlo VIII di Valois che gli accorderà le sue lettere di naturalizzazione, permettendogli di acquisire proprietà e di mettere radici, e quindi da Luigi XII.
A partire dal regno di Luigi XIV, la carica tende a divenire puramente onorifica, avendo ormai i re perso interesse alla caccia al volo. Luigi XIV, tuttavia, come simbolo di potere, mantenne ancora in vita una falconara, situata, a partire dal 1670, a Montainville. I falconi venivano presentati al re in occasione del nuovo anno, nella galleria degli Specchi del castello di Versailles, molto spesso in presenza di ambasciatori stranieri. Solo i re del Nord e il gran falconiere potevano posare un falcone sulla mano del re.
La serie storica dei gran falconieri si esaurisce allo scoppio della Rivoluzione francese, con la scomparsa, anche, del relativo titolo.

## Serie cronologica

### Maestro falconiere del re (prima del 1406)
- c. 1250: Jean de Beaune
- c. 1274: Étienne Granché
- ?: Simon de Champdivers
- c. 1313: Pierre de Montguignard
- c. 1325: Pierre de Neuvy
- c. 1317: Jean Candavenes
- c. 1338: Philippe Danvin
- c. 1351: Jean de Serens
- c. 1354: Jean de Pisseleu
- c. 1367: Eustache de Chisy
- c. 1371: Nicolas Thomas
- c. 1372: André d'Humières
- 1381: Enguerrand Dargies
- 1385: Enguerrand de Laigny
- 1394: Jean de Sorvilliers

### Gran falconiere del re
- 1406: Eustache de Gaucourt "Rassin" (†c. 1415)
- 1415: Jean V Malet de Graville et de Montagu (†ap.1441)
- 1416: Nicolas de Bruneval
- 1418: Guillaume Després
- 1428: Jean de Lubin (premier fauconnier du roi)
- 1429: Philippe de La Châtre
- 1455: Georges de La Châtre, scudiero e gran falconiere di Francia
- 1471: Olivier Sallard (o Salaert/Salat) (grand fauconnier), signore di Bourron (†1503)
- c. 1514-1516: Raoul de Vernon (+1516), signore di Montreuil-Bonnin
- 1516-1540: Renato di Cossé (1460-1540), signore di Cossé
- 1547-c. 1549: Carlo I di Cossé (1505-1563), conte di Brissac
- c. 1549-1562: Louis Prévost (1496-1576), barone di Sansac
- 1562-1569: Timoléon de Cossé (1545-1569), conte di Brissac
- 1569-1596: Carlo II di Cossé (1550-1621), duca di Brissac (anche maresciallo di Francia)
- 1596-1610: Robert de la Vieuville (+1612), marchese de La Vieuville
- 1610-1612: Charles de La Vieuville (1582-1653), marchese de La Vieuville
- 1612-1616: André de Vivonne (+1616), barone di La Chataigneraie
- 1616-1621: Charles d'Albert (1578-1621), conestabile, duca di Luynes
- 1622-1643: Claudio di Guisa (1578-1657), duca di Chevreuse
- 1643-1650: Louis-Charles d'Albert de Luynes (1620-1699), duca di Luynes
- 1650-1666: Nicolas Dauvet (+1666), conte Desmarets, barone di Boursault
- 1672-1688: Alexis-François Dauvet (+1688), conte Desmarets, marchese de Saint-Phalle
- 1688-1717: François Dauvet (1681-1718), conte Desmarets, marchese de Saint-Phalle
- 1717-1748: Louis-François Dauvet (1711-1748), marchese Desmarets
- 1748-1762 e 1762-1780: Louis César de La Baume Le Blanc de La Vallière (1708-1780), duca di La Vallière
- 1762: Louis-Gaucher de Châtillon (1737-1762), duca di Châtillon
- 1780: Jules-César de Crémeaux (1732-1780), marquis d'Entragues
- 1780-1791: Joseph-Hyacinthe de Rigaud (1740-1817), conte di Vaudreuil